# Rainer Maria Woelki
Rainer Maria Woelki (Colonia, 18 agosto 1956) è un cardinale e arcivescovo cattolico tedesco, dall'11 luglio 2014 arcivescovo metropolita di Colonia.

## Biografia
Nasce a Colonia il 18 agosto 1956.

### Formazione e ministero sacerdotale
Compie gli studi in teologia e filosofia presso le facoltà teologiche di Bonn e Friburgo in Brisgovia.
Il 14 giugno 1985 è ordinato presbitero dall'allora cardinale arcivescovo di Colonia Joseph Höffner, nella cattedrale cittadina, e incardinato nella medesima arcidiocesi.
Dal 1985 è vicario parrocchiale a Neuss, nel 1989 è designato cappellano militare a Münster e l'anno successivo diviene vicario parrocchiale a Ratingen. In quello stesso anno è nominato dall'allora cardinale arcivescovo di Colonia Joachim Meisner, suo segretario. Dal 1997 svolge l'incarico di direttore del Collegium Albertinum. Nel 2000 consegue il dottorato in teologia.
Nel 1999 è nominato cappellano di Sua Santità.

### Ministero episcopale e cardinalato
Il 24 febbraio 2003 papa Giovanni Paolo II lo nomina vescovo ausiliare di Colonia e titolare di Scampa; riceve l'ordinazione episcopale il 30 marzo successivo, nella cattedrale di Colonia, per l'imposizione delle mani del cardinale Joachim Meisner, co-consacranti i vescovi Klaus Dick e Norbert Trelle.

Stemma da arcivescovo metropolita di Berlino

Il 2 luglio 2011 papa Benedetto XVI lo nomina arcivescovo metropolita di Berlino; succede al cardinale Georg Maximilian Sterzinsky, precedentemente dimessosi per raggiunti limiti di età. Il 27 agosto successivo prende possesso dell'arcidiocesi, nella cattedrale di Sant'Edvige.
Nel concistoro del 18 febbraio 2012 lo stesso pontefice lo crea cardinale presbitero di San Giovanni Maria Vianney. Il 29 giugno dello stesso anno riceve il pallio dal papa nella basilica di san Pietro in Vaticano, il giorno successivo prende possesso del suo titolo cardinalizio.
Il 12 e il 13 marzo partecipa come cardinale elettore al conclave del 2013, che porta all'elezione di papa Francesco.
L'11 luglio 2014 lo stesso papa Francesco lo nomina arcivescovo metropolita di Colonia; succede al cardinale Joachim Meisner, precedentemente dimessosi per raggiunti limiti di età. Il 20 settembre seguente prende possesso dell'arcidiocesi, nella cattedrale di Colonia. Il 29 giugno 2015 riceve da papa Francesco il pallio, che gli viene poi imposto dal nunzio apostolico in Germania Nikola Eterović il 27 settembre successivo.
È membro della Congregazione per il culto divino e la disciplina dei sacramenti, della Congregazione per il clero, dell'Amministrazione del patrimonio della Sede Apostolica e del Pontificio consiglio per la promozione dell'unità dei cristiani.
Dal 12 ottobre 2021 al 2 marzo 2022, previo accordio con la Santa Sede, trascorre un periodo di riflessione lasciando il governo dell'arcidiocesi di Colonia al vescovo ausiliare Rolf Steinhäuser. Questa decisione è stata concordata con il papa dopo essere finito anche lui nel vortice della gestione degli abusi nell'arcidiocesi di Colonia. Ha offerto al papa le sue dimissioni.
Il 7 e 8 maggio 2025 ha partecipato come cardinale elettore al conclave che ha portato all'elezione di papa Leone XIV.

## Genealogia episcopale e successione apostolica
La genealogia episcopale è:
- Cardinale Scipione Rebiba
- Cardinale Giulio Antonio Santori
- Cardinale Girolamo Bernerio, O.P.
- Arcivescovo Galeazzo Sanvitale
- Cardinale Ludovico Ludovisi
- Cardinale Luigi Caetani
- Cardinale Ulderico Carpegna
- Cardinale Paluzzo Paluzzi Altieri degli Albertoni
- Papa Benedetto XIII
- Papa Benedetto XIV
- Papa Clemente XIII
- Cardinale Bernardino Giraud
- Cardinale Alessandro Mattei
- Cardinale Pietro Francesco Galleffi
- Cardinale Giacomo Filippo Fransoni
- Cardinale Antonio Saverio De Luca
- Arcivescovo Gregor Leonhard Andreas von Scherr, O.S.B.
- Arcivescovo Friedrich von Schreiber
- Arcivescovo Franz Joseph von Stein
- Arcivescovo Joseph von Schork
- Vescovo Ferdinand von Schlör
- Arcivescovo Johann Jakob von Hauck
- Arcivescovo Joseph Otto Kolb
- Cardinale Julius August Döpfner
- Cardinale Alfred Bengsch
- Vescovo Hugo Aufderbeck
- Cardinale Joachim Meisner
- Cardinale Rainer Maria Woelki

La successione apostolica è:
- Vescovo Wolfgang Ipolt (2011)
- Vescovo Rolf Steinhäuser (2016)
- Vescovo Georg Bätzing (2016)